# 水上村 (島根県)
水上村（みなかみむら）は、島根県邇摩郡にあった村。現在の大田市の一部にあたる。

## 地理
- 河川：忍原川[1]

## 歴史
- 1889年（明治22年）4月1日、町村制の施行により、邇摩郡荻原村、福原村、白坏村、三久須村が合併して村制施行し、水上村が発足[1][2]。
- 1949年（昭和24年）- 水上郵便局開設[1]。
- 1951年（昭和26年）4月1日 - 邇摩郡大森町と合併し大森町が存続して廃止された[1][2]。

### 地名の由来
忍原川の上流に位置したことから。

## 産業
畜産、養蚕などの農業。水上瓦。